# Rokytnice (okres Zlín)
Rokytnice (tot 1923 Roketnice en Duits: Roketnitz, soms ter onderscheiding van andere plaatsen met dezelfde naam Rokytnice u Slavičína genoemd) is een Moravische gemeente in de Tsjechische regio Zlín, en maakt deel uit van het district Zlín. Rokytnice telt 580 inwoners (2023). Het dorp bevindt zich in het Rokytenkadal in het noordwesten van de Witte Karpaten, binnen het gebied van het Natuurpark CHKO Bílé Karpaty. 

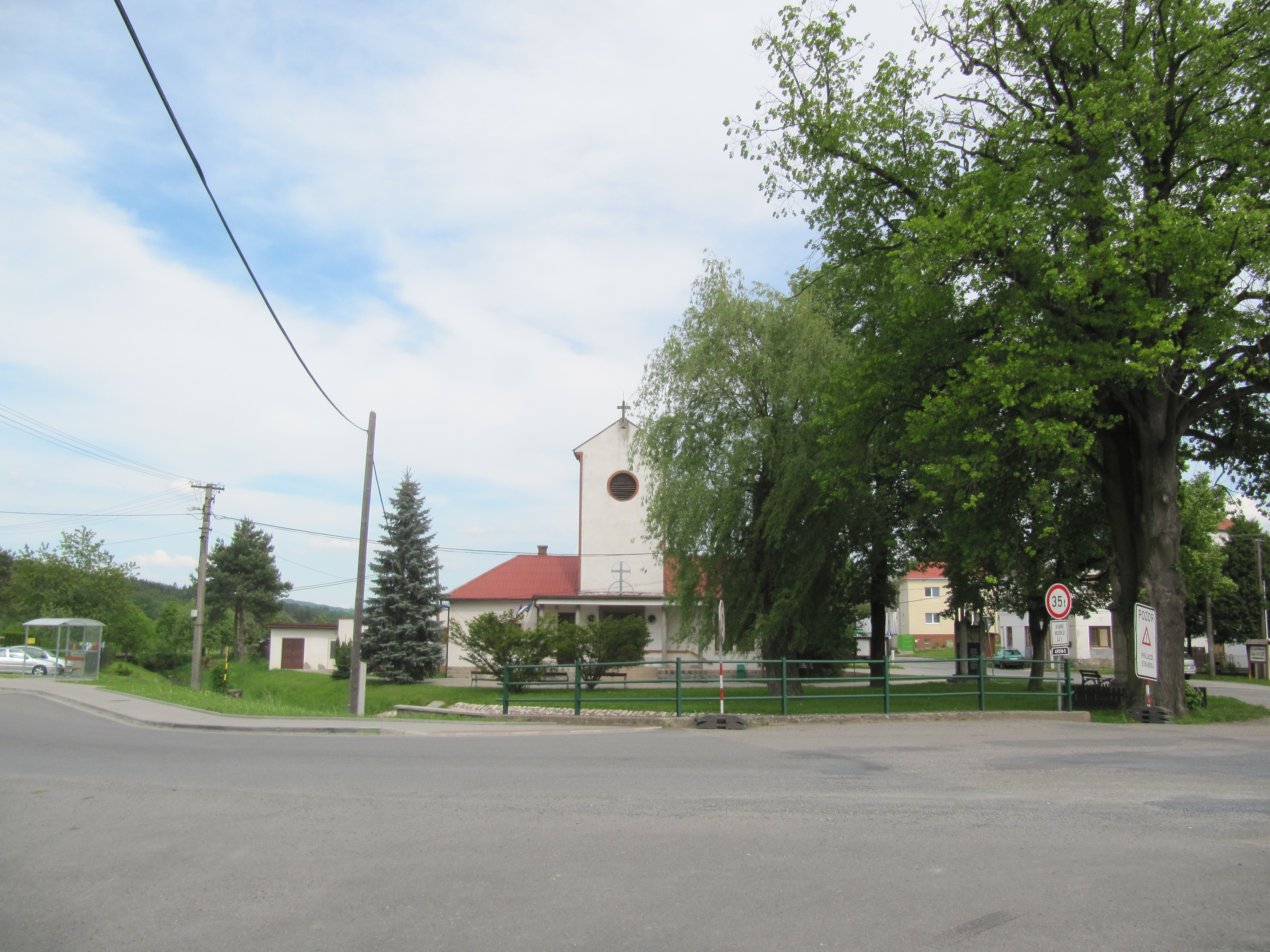
Kerk van Rokytnice

## Geschiedenis
- 1503 – De eerste schriftelijke vermelding van Rokytnice.
- 1980 – De gemeente Rokytnice wordt geannexeerd door de stad Slavičín.
- 2000 – Rokytnice wordt (opnieuw) een zelfstandige gemeente.[1]

Bělov · Biskupice · Bohuslavice nad Vláří · Bohuslavice u Zlína · Bratřejov · Brumov-Bylnice · Březnice · Březová · Březůvky · Dešná · Dobrkovice · Dolní Lhota · Doubravy · Drnovice · Držková · Fryšták · Halenkovice · Haluzice · Horní Lhota · Hostišová · Hrobice · Hřivínův Újezd · Hvozdná · Jasenná · Jestřabí · Kaňovice · Karlovice · Kašava · Kelníky · Komárov · Křekov · Lhota · Lhotsko · Lípa · Lipová · Loučka · Ludkovice · Luhačovice · Lukov · Lukoveček · Lutonina · Machová · Mysločovice · Napajedla · Návojná · Nedašov · Nedašova Lhota · Neubuz · Oldřichovice · Ostrata · Otrokovice · Petrůvka · Podhradí · Podkopná Lhota · Pohořelice · Poteč · Pozlovice · Provodov · Racková · Rokytnice · Rudimov · Sazovice · Sehradice · Slavičín · Slopné · Slušovice · Spytihněv · Šanov · Šarovy · Štítná nad Vláří-Popov · Študlov ·  Tečovice · Tichov · Tlumačov · Trnava · Ublo · Újezd · Valašské Klobouky · Valašské Příkazy · Velký Ořechov · Veselá · Vizovice · Vlachova Lhota · Vlachovice · Vlčková · Všemina · Vysoké Pole · Zádveřice-Raková · Zlín · Želechovice nad Dřevnicí · Žlutava